# Jon McLaughlin (calciatore)
Jonathan Peter McLaughlin (Edimburgo, 9 settembre 1987) è un calciatore scozzese, portiere dello Swansea City.

## Carriera

### Club
Ha giocato nella prima divisione scozzese e nella seconda divisione inglese.

### Nazionale
Tra il 2018 ed il 2019 ha ricevuto varie convocazioni con la nazionale scozzese, con la quale ha anche giocato 2 partite subendo una rete.

## Statistiche

### Presenze e reti nei club
Statistiche aggiornate al 3 maggio 2025.
| Stagione             | Squadra              | Campionato           | Campionato | Campionato | Coppe nazionali | Coppe nazionali | Coppe nazionali | Coppe continentali | Coppe continentali | Coppe continentali | Altre coppe | Altre coppe | Altre coppe | Totale | Totale |
| Stagione             | Squadra              | Comp                 | Pres       | Reti       | Comp            | Pres            | Reti            | Comp               | Pres               | Reti               | Comp        | Pres        | Reti        | Pres   | Reti   |
| -------------------- | -------------------- | -------------------- | ---------- | ---------- | --------------- | --------------- | --------------- | ------------------ | ------------------ | ------------------ | ----------- | ----------- | ----------- | ------ | ------ |
| 2007-2008            | Harrogate Town       | CN                   | 21         | -?         | FACup+CdL       | -               | -               | -                  | -                  | -                  | FLT         | -           | -           | 21     | -?     |
| 2008-2009            | Bradford City        | FL2                  | 1          | 0          | FACup+CdL       | 0               | 0               | -                  | -                  | -                  | FLT         | 0           | 0           | 1      | 0      |
| 2009-2010            | Bradford City        | FL2                  | 7          | -4         | FACup+CdL       | 0               | 0               | -                  | -                  | -                  | FLT         | 0           | 0           | 7      | -4     |
| 2010-2011            | Bradford City        | FL2                  | 25         | -41        | FACup+CdL       | 0+2             | -3              | -                  | -                  | -                  | FLT         | 1           | -1          | 28     | -45    |
| 2011-2012            | Bradford City        | FL2                  | 23         | -28        | FACup+CdL       | 3+0             | -5              | -                  | -                  | -                  | FLT         | 2           | -8          | 28     | -41    |
| 2012-2013            | Bradford City        | FL2                  | 23+3       | -20 + -4   | FACup+CdL       | 2+2             | -7 + -3         | -                  | -                  | -                  | FLT         | 3           | -4          | 33     | -38    |
| 2013-2014            | Bradford City        | FL1                  | 46         | -54        | FACup+CdL       | 1+1             | -3 + -2         | -                  | -                  | -                  | FLT         | 0           | 0           | 48     | -59    |
| Totale Bradford City | Totale Bradford City | Totale Bradford City | 125+3      | -147 + -4  |                 | 11              | -23             |                    | -                  | -                  |             | 6           | -13         | 145    | -187   |
| 2014-2015            | Burton Albion        | FL2                  | 45         | -37        | FACup+CdL       | 0+3             | -4              | -                  | -                  | -                  | FLT         | 0           | 0           | 48     | -41    |
| 2015-2016            | Burton Albion        | FL1                  | 45         | -36        | FACup+CdL       | 0               | 0               | -                  | -                  | -                  | FLT         | 0           | 0           | 45     | -36    |
| 2016-2017            | Burton Albion        | FLC                  | 43         | -56        | FACup+CdL       | 1+1             | -2 + -2         | -                  | -                  | -                  | -           | -           | -           | 45     | -60    |
| Totale Burton Albion | Totale Burton Albion | Totale Burton Albion | 133        | -129       |                 | 5               | -8              |                    | -                  | -                  |             | 0           | 0           | 137    | -137   |
| 2017-2018            | Hearts               | SPL                  | 29         | -24        | CS+CdL          | 3+0             | -2              | -                  | -                  | -                  | -           | -           | -           | 32     | -26    |
| 2018-2019            | Sunderland           | FL1                  | 46+3       | -47 + -2   | FACup+CdL       | 3+1             | -3 + -2         | -                  | -                  | -                  | FLT         | 2           | -2          | 56     | -56    |
| 2019-2020            | Sunderland           | FL1                  | 32         | -27        | FACup+CdL       | 1+1             | -1 + -1         | -                  | -                  | -                  | FLT         | 1           | -2          | 35     | -31    |
| Totale Sunderland    | Totale Sunderland    | Totale Sunderland    | 81         | -76        |                 | 6               | -7              |                    | -                  | -                  |             | 3           | -4          | 90     | -87    |
| 2020-2021            | Rangers              | SP                   | 11         | -3         | CS+CdL          | 1+1             | 0               | UEL                | 1                  | 0                  | -           | -           | -           | 14     | -3     |
| 2021-2022            | Rangers              | SP                   | 8          | -6         | SC+CdL          | 5+2             | -1 + 0          | UCL+UEL            | 0+1                | -1                 | -           | -           | -           | 16     | -8     |
| 2022-2023            | Rangers              | SP                   | 10         | -10        | SC+CdL          | 0+1             | 0               | UCL                | 5                  | -8                 | -           | -           | -           | 16     | -18    |
| 2023-2024            | Rangers              | SP                   | 0          | 0          | SC+CdL          | 0               | 0               | UCL+UEL            | 0                  | 0                  | -           | -           | -           | 0      | 0      |
| Totale Rangers       | Totale Rangers       | Totale Rangers       | 29         | -19        |                 | 10              | -1              |                    | 7                  | -9                 |             | -           | -           | 46     | -29    |
| 2024-2025            | Swansea City         | FLC                  | 0          | 0          | FACup+CdL       | 1+0             | -3+0            | -                  | -                  | -                  | -           | -           | -           | 1      | -3     |
| Totale carriera      | Totale carriera      | Totale carriera      | 421        | -399       |                 | 36              | -44             |                    | 7                  | -9                 |             | 9           | -16         | 473    | -469   |

### Cronologia presenze e reti in nazionale
| Cronologia completa delle presenze e delle reti in nazionale ― Scozia | Cronologia completa delle presenze e delle reti in nazionale ― Scozia | Cronologia completa delle presenze e delle reti in nazionale ― Scozia | Cronologia completa delle presenze e delle reti in nazionale ― Scozia | Cronologia completa delle presenze e delle reti in nazionale ― Scozia | Cronologia completa delle presenze e delle reti in nazionale ― Scozia | Cronologia completa delle presenze e delle reti in nazionale ― Scozia | Cronologia completa delle presenze e delle reti in nazionale ― Scozia |
| Data                                                                  | Città                                                                 | In casa                                                               | Risultato                                                             | Ospiti                                                                | Competizione                                                          | Reti                                                                  | Note                                                                  |
| --------------------------------------------------------------------- | --------------------------------------------------------------------- | --------------------------------------------------------------------- | --------------------------------------------------------------------- | --------------------------------------------------------------------- | --------------------------------------------------------------------- | --------------------------------------------------------------------- | --------------------------------------------------------------------- |
| 3-6-2018                                                              | Città del Messico                                                     | Messico                                                               | 1 – 0                                                                 | Scozia                                                                | Amichevole                                                            | -1                                                                    | 46’                                                                   |
| 13-10-2019                                                            | Glasgow                                                               | Scozia                                                                | 6 – 0                                                                 | San Marino                                                            | Qual. Euro 2020                                                       | -                                                                     |                                                                       |
| Totale                                                                |                                                                       | Presenze                                                              | 2                                                                     |                                                                       | Reti                                                                  | -1                                                                    |                                                                       |

## Palmarès

### Club

#### Competizioni nazionali
- Football League Two: 1

Burton Albion: 2014-2015
- Campionato scozzese: 1

Rangers: 2020-2021
- Coppa di Scozia: 1

Rangers: 2021-2022
- Coppa di Lega scozzese: 1

Rangers: 2023-2024

### Individuale
- PFA Football League One Team of the Year: 1[6]

2015-2016